# Накалакеви
Накалакеви (груз. ნაქალაქევი) — село в Грузии, на территории Аспиндзского муниципалитета края (мхаре) Самцхе-Джавахети.

## География
Село находится в южной части Грузии, на правом берегу реки Куры, на расстоянии приблизительно 17 километров (по прямой) к юго-юго-востоку от посёлка городского типа Аспиндза, административного центра муниципалитета. Абсолютная высота — 1296 метров над уровнем моря.

## Население
По результатам официальной переписи населения 2014 года, в Накалакеви проживало 426 человек (212 мужчин и 214 женщин). В национальной структуре населения грузины составляли 99,1 %, лезгины — 0,5 %, армяне — 0,2 %, русские — 0,2 %.
| Год  | Население, человек |
| ---- | ------------------ |
| 2002 | 476                |
| 2014 | ↘ 426              |